# Majskij (Kraj Permski)
Majskij (ros. Майский) – osiedle w Rosji, w Kraju Permskim, w okręgu miejskim Krasnokamska. W 2010 liczyło 5175 mieszkańców.